# Sånum
Sånum är en tätort i Lindesnes kommun i Agder fylke i södra Norge. Orten ligger vid fylkesväg 3994, cirka tre kilometer västerut från kommunens centralort Mandal.